# Estación de Berango
Berango es una estación en superficie de la Línea 1 del Metro de Bilbao, situada en el término municipal de Berango y fue inaugurada el 11 de noviembre de 1995. Se trata de la única estación del municipio.
Su tarifa corresponde a la zona 2.
La estación tiene un único acceso, desde el vestíbulo que se ubica en la calle Sabino Arana. No obstante, existe la posibilidad de acceder al vestíbulo principal a través del camino Gorrondatxe, atravesando las vías mediante un paso elevado y bajando a la calle Sabino Arana en ascensor o por las escaleras. El andén central recibe las vías de los trenes que circulan en ambos sentidos, con lo que no hay necesidad de cambiar de andén.

## Soterramiento
En 2011 se presentó un plan de remodelación y soterramiento de la estación que sería financiado por el Ayuntamiento, con la intención de construir un polideportivo a ambos lados de las vías. Sin embargo, el plan fue descartado debido a la proximidad de viviendas a las vías, las cuales podrían verse perjudicadas durante las obras.

## Accesos
- C/ Sabino Arana, 31
- Camino Gorrondatxe, 10